# 孫朝俊
孫朝俊，中國清朝武官。山東聊城縣（今聊城市）于集镇孙堂村人。同武進士出身。
乾隆六十年（1795年）乙卯科武舉人，嘉慶元年（1796年）聯捷丙辰科三甲武進士，授藍翎侍衞，差滿外放，嘉慶二十四年（1819年）任安徽池州營都司。官至安徽甯國營參將。